# サンテステフ
サンテステフ(Saint-Estèphe)は、フランスのヌーヴェル＝アキテーヌ地域圏ジロンド県北西部のコミューン。

## 地理
ジロンド川の左岸に位置し、オーメドック地区の有名な4つの村の中ではいちばん北（下流）にある。ジロンド川に流れ込むブルイユ川が、南隣のポーイヤックとの村境になっている。

## 人口統計
| 1962年 | 1968年 | 1975年 | 1982年 | 1990年 | 1999年 | 2006年 |
| ------ | ------ | ------ | ------ | ------ | ------ | ------ |
| 2120   | 2171   | 2317   | 2118   | 1918   | 1799   | 1683   |

参照元:INSEE